# Leptoscirtus isphahanicus
Leptoscirtus isphahanicus är en insektsart som beskrevs av Boris Petrovich Uvarov 1933. Leptoscirtus isphahanicus ingår i släktet Leptoscirtus och familjen gräshoppor. Inga underarter finns listade i Catalogue of Life.